# Anogmus vala
Anogmus vala är en stekelart som först beskrevs av Walker 1839.  Anogmus vala ingår i släktet Anogmus och familjen puppglanssteklar. Arten är reproducerande i Sverige. Inga underarter finns listade i Catalogue of Life.